# مارموز
مارموز فیلمی به کارگردانی کمال تبریزی، نویسندگی آیدین سیارسریع و تهیه‌کنندگی جواد نوروزبیگی محصول سال ۱۳۹۶ است. این فیلم در اوایل با نام خودسر معرفی شد ولی چندی بعد نام فیلم به مارموز تغییر یافت.
این فیلم در تاریخ ۲۱ آذر ۱۳۹۷ در سینماهای ایران اکران شده است.

## خلاصه داستان
داستان فیلم دربارهٔ مردی به نام قدرت (حامد بهداد) است که طی عملی خودسرانه به قهرمان شهر تبدیل می‌شود. او که سودای رسیدن به قدرت و سخنرانی در مجلس را دارد، با اتفاقات گوناگونی مواجه می‌شود که سرنوشت او را تغییر می‌دهد…

## بازیگران
| بازیگر           | نقش            | توضیحات                              |
| ---------------- | -------------- | ------------------------------------ |
| حامد بهداد       | قدرت‌الله صمدی  | نقش اصلی فیلم                        |
| ویشکا آسایش      | دیبا صولتی     | خبرنگار حزب وحدت ملی                 |
| آزاده صمدی       | میترا          | معشوقه سابق قدرت / همسر محمدرضا وثوق |
| مانی حقیقی       | محمدرضا وثوق   | مشاور مشکاتی                         |
| رضا ناجی         | وزیر           | وزیر فرهنگ و ارشاد                   |
| محمد بحرانی      | حاج آقا مشکاتی | رئیس حزب قرمز                        |
| سیاوش چراغی‌پور   | مرشدزاده       | رئیس حزب آبی                         |
| مرتضی زارع       |                | از اعضای حزب آبی                     |
| عیسی یوسفی‌پور    | اژدر           | نوچه قدرت                            |
| بهزاد قدیانلو    | نصرت           | دوست و هم‌خونه قدرت                   |
| جواد یحیوی       |                | مجری شبکه ماهواره                    |
| فرهان معین‌زاده   |                | بازپرس اطلاعات                       |
| عباس احمدی‌مطلق   |                |                                      |
| شیرین آقارضاکاشی |                | مادر نصرت                            |
| بهروز قادری      |                | از اعضای حزب آبی                     |
| شبیر پرستار      |                | از اعضای حزب آبی                     |

## حضور در جشنواره‌ها و جوایز
- برنده جایزه بهترین بازیگر مرد (حامد بهداد) از جشنواره سینه ایران-تورنتو ۲۰۱۸
- فیلم افتتاحیه جشنواره گردشی فیلم‌های ایرانی در استرالیا ۲۰۱۸
- پخش رسمی جشنواره بین‌المللی فیلم بوسان ۲۰۱۸

### بیست و یکمین جشن سینمای ایران
| بخش               | نامزد       | نتیجه | جایزه         |
| ----------------- | ----------- | ----- | ------------- |
| بهترین طراحی صحنه | بهزاد آدینه | نامزد | تندیس شایستگی |
| بهترین صدابرداری  | بهمن اردلان | نامزد | تندیس شایستگی |

## موسیقی[۱]
| شماره | نام                             | خواننده | مدت  |
| ----- | ------------------------------- | ------- | ---- |
| ۱.    | «چیکار کنم برات» (تیتراژ میانی) | بمرانی  | ۳:۱۷ |